# Unidad Petrolera
Unidad Petrolera är en ort i Mexiko.   Den ligger i kommunen San Martín Texmelucan och delstaten Puebla, i den sydöstra delen av landet, 80 km öster om huvudstaden Mexico City. Unidad Petrolera ligger 2 249 meter över havet och antalet invånare är 153.
Terrängen runt Unidad Petrolera är huvudsakligen platt, men norrut är den kuperad. Runt Unidad Petrolera är det tätbefolkat, med 591 invånare per kvadratkilometer. Närmaste större samhälle är San Martin Texmelucan de Labastida, 2,7 km nordväst om Unidad Petrolera. Omgivningarna runt Unidad Petrolera är en mosaik av jordbruksmark och naturlig växtlighet.